# 四環九約
四環九約是香港成為英國殖民地初期時，華人對香港島北岸的維多利亞城的行政區劃的俗稱。

## 歷史
這個系統由1857年開始使用，直至第二次世界大戰後停用。沿着昔日維多利亞城邊緣上的一組界碑，稱維多利亞城界碑，或曰四環九約界碑。
值得留意的是「四環九約」中的九約其實並非一個固定的概念，而是經過多次修訂，有多個版本。

## 四環
四環為較籠統的分類，包括以下4個區域：
- 西環：堅尼地城至西營盤國家醫院（今西營盤賽馬會分科診所）
- 上環：西營盤國家醫院（今西營盤賽馬會分科診所）至威靈頓街與皇后大道中交匯處
- 中環：威靈頓街與皇后大道中交匯處至美利操場（今中銀大廈）
- 下環：美利操場（今中銀大廈）至銅鑼灣[1]

四個人口集中的旺盛市區分段地域，當時香港粵語叫環頭。四環以外的地方（如港島東部及南部）稱為環尾。

## 九約
九約其實並非一個固定的概念，而是經過多次修訂，有多個版本。九約更只是虛數，一度有多達十個約。
| 1857-1858 七約 | 1858-1866 八約 | 1866-1888 九約 | 1888-1930 十約 | 1930-1942 九約 |
| -------------- | -------------- | -------------- | -------------- | -------------- |
| －             | －             | －             | 堅尼地城       | 堅尼地城       |
| －             | 石塘咀         | 石塘咀         | 石塘咀         | 石塘咀         |
| 西營盤         | 西營盤         | 西營盤         | 西營盤         | 西營盤         |
| 上環           | 上環           | 上環           | 上環           | 上環           |
| 太平山         | 太平山         | 太平山         | 太平山         | －             |
| 中環           | 中環           | 中環           | 中環           | 中環           |
| 下環           | 下環           | 下環           | 下環           | 下環           |
| －             | －             | 灣仔           | 灣仔           | 灣仔           |
| 黃泥涌         | 黃泥涌         | 寶靈頓         | 寶靈頓         | 鵝頸           |
| 掃桿埔         | 掃桿埔         | 掃桿埔         | 掃桿埔         | 掃桿埔         |

## 外部連結
- HKILA - 「古城」蹤影 -《四環九約》
- 艾文倉 » 灣仔是我家：（一）